# La Folle Journée

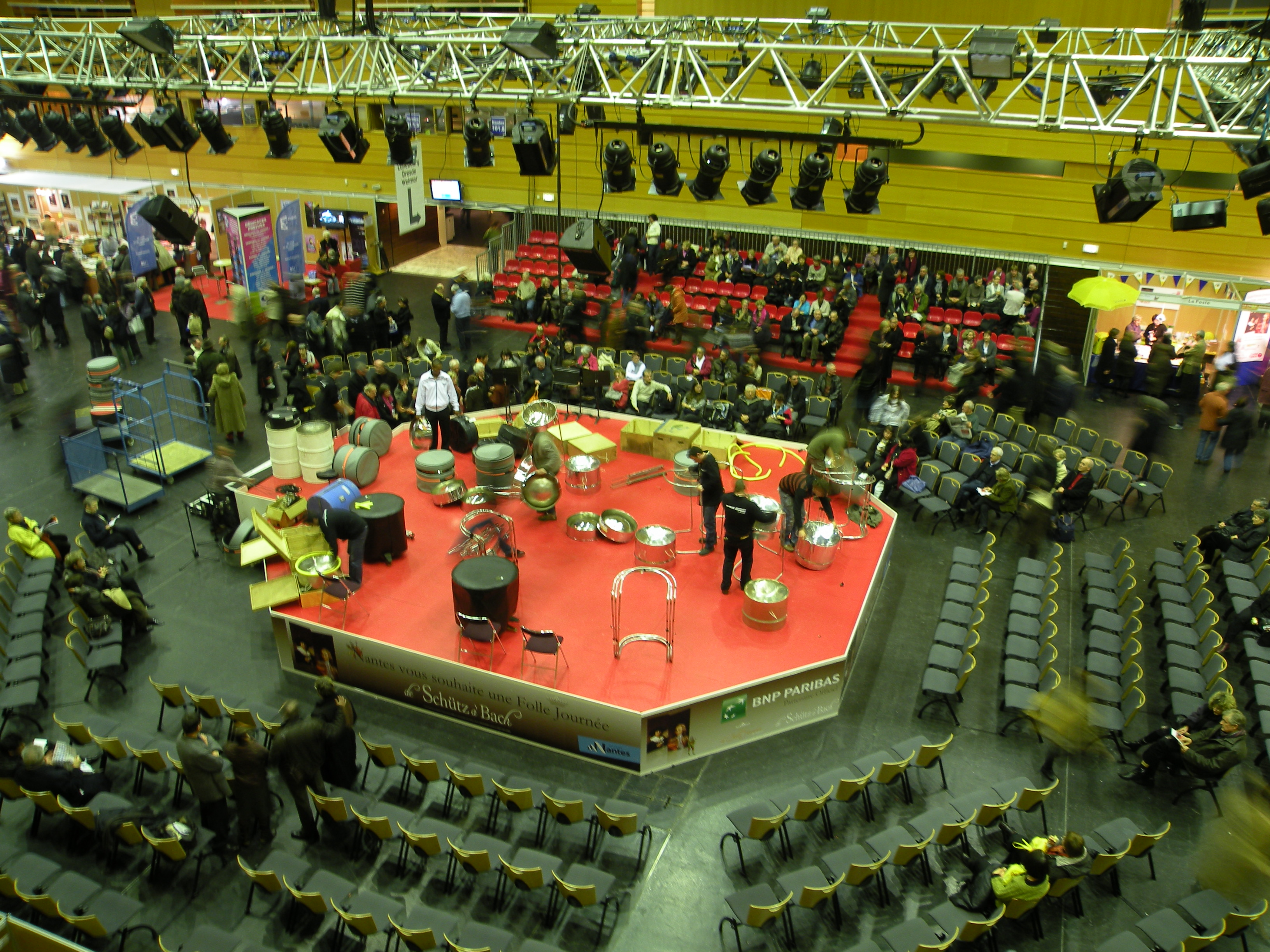
La Folle Journée, Nantes, 2009.

La Folle Journée es un festival de música clásica anual celebrado en Nantes. Es el mayor festival de música clásica de Francia. El nombre se refiere a la obra de Pierre Beaumarchais, Las bodas de Figaro, cuyo título alternativo es La Folle Journée.

## Organización
René Martín fundó la Folle Journée en 1995, con la intención de presentar conciertos de música clásica para un público diverso, en un día. La sede principal es en Nantes. Desde su fundación, el festival se ha ampliado para cubrir 5 días de eventos, de miércoles a domingo. Cada año se centra en un tema, inicialmente en compositores como Mozart (1995) y Beethoven (1996), pero desde entonces se ha ampliando para abarcar temas como la obra de Tolstoi La muerte de Ivan Ilich (2001).
El festival se ha expandido a otras ciudades en País del Loira, incluyendo a Challans, Cholet, Fontenay-le-Comte, La Roche-sur-Yon, La Flèche, Sablé-sur-Sarthe, Saint Nazaire, Saumur, L'Île-d'Yeu y Fontevraud-l'Abbaye. Otras ciudades han desarrollado sus propios festivales, basados en el formato de La Folle Journée, incluyendo a Madrid, Bilbao, Tokio, Río de Janeiro, Varsovia y Ekaterimburgo.
Aunque dura actualmente varios días (cinco en Nantes y los dos días del fin de semana anterior en la región), se ha conservado el nombre de La Folle Journée, aunque la fórmula Follies Days se utiliza con frecuencia.
Este festival intenta abrir la música clásica a una audiencia más amplia, iniciada o no, ofreciendo conciertos cortos, generalmente no excediendo 45 minutos. El precio de los asientos es razonable y asequible para lograr el mayor número de asistentes. Los precios van desde 7 a 25 €. El gran número de conciertos celebrados en un lugar único, el Centro de Convenciones de Nantes, crea un ambiente decididamente festivo, especialmente en el gran salón donde se celebran conciertos gratuitos y donde hay stands de organizaciones culturales. de música y discos, así como los estudios de Arte y France Musique. Francia 3 Pays de la Loire también deslocaliza algunos de sus noticiarios regionales durante el evento.
La Cité des Congrès de Nantes ofrece la posibilidad de utilizar ocho salas con una capacidad de 1.900, 800, 450, 400, 300, 200, 120 y 80 asientos. Los salones, así como las dos salas de conferencias y el gran salón, se renombran cada año por nombres relacionados con el tema: en 2011, sobre el tema de los Titanes, Brahms, Liszt, Mahler y Richard Strauss, las salas: Friedrich Nietzsche, Robert Musil, Stefan Zweig, Hugo von Hofmannsthal, etc.
En cuanto al número de conciertos, en 2014, por ejemplo, se ofrecieron 306 conciertos de las 9 de la mañana a las 11 de la noche, lo que requirió la presencia de 1.800 músicos. Con una asistencia y una serie de entradas muy importantes vendidas para cada edición (hasta 154 000 entradas vendidas para la edición 2015), La Folle Journée de Nantes se ha convertido en uno de los mayores eventos de música clásica en Europa.

## Tema
Los primeros festivales fueron dedicados a un compositor único: Mozart, Beethoven, Schubert, Brahms, Bach. Los siguientes fueron dedicados a temas más amplios: compositores franceses entre 1830 y 1930, los compositores rusos desde 1850 hasta la actualidad, el barroco italiano, la generación romántica de 1810, o se han asociado compositores cercanos: Haydn y Mozart (2002) Beethoven y sus amigos (2005), de Schütz a Bach (2009). Los años 2006 y 2007 fueron marcados por dos temas de temática Europea: Armonía de las Naciones 1650-1750, y la armonía de los Pueblos 1860-1950.
A continuación se indica la cronología de los temas de La Folle Journée:
- 1995: Mozart
- 1996: Beethoven
- 1997: Schubert, por el bicentenario de su nacimiento
- 1998: Brahms
- 1999: Hector, Gabriel, Maurice y otros compositores franceses o entre 1830 y 1930: Berlioz, Faure, Ravel, y también Debussy, Saint-Saëns, Franck, Lalo, Messiaen ...
- 2000: Bach por el 250 aniversario de su muerte
- 2001: Ivan Illich (por el personaje de Tolstoi) o compositores rusos desde 1850 hasta la actualidad: Tchaikovsky, Prokófiev, Skriabin, Músorgski, Stravinski, Shostakóvich ...
- 2002: Mozart y Haydn
- 2003: El barroco italiano: de Monteverdi a Vivaldi
- 2004: Generación romántica de 1810: Chopin, Liszt, Schumann, Mendelssohn ...
- 2005: Beethoven y sus amigos: Salieri, Weber, Cherubini, Diabelli ...
- 2006: La armonía de las naciones (el período 1650-1750)
- 2007: La armonía de los pueblos (período 1860 - 1950)
- 2008: Schubert en todas sus formas
- 2009: De Schütz a Bach, el barroco alemán
- 2010: Frédéric Chopin por el bicentenario de su nacimiento - El Festival se exporta por la ocasión a Varsovia - y Franz Liszt
- 2011: Los Titanes, de Johannes Brahms a Richard Strauss través de Anton Bruckner, Gustav Mahler, Alban Berg, Arnold Schönberg y Paul Hindemith
- 2012: El Ritual Ruso
- 2013: La hora exquisita, la música francesa y española desde 1860 hasta el presente, de Berlioz a Boulez a través de Falla, Albéniz, Ravel y Debussy.
- 2014: De los cañones a las estrellas, la música de los Estados Unidos en el siglo XX
- 2015: Las pasiones del alma y el corazón, tema transversal, la pasión por la música, desde el barroco hasta el siglo XX.[8]
- 2016: Naturaleza, tema universal y transversal, estaciones, paisajes o incluso elementos a través de la música desde el Renacimiento hasta el siglo XX
- 2017: El ritmo de los pueblos[9]
- 2018: El exilio[10]

## Intérpretes
Participan intérpretes de gran prestigio. En 2009, por ejemplo, fueron los siguientes:
- Cantantes : Philippe Jaroussky, Barbara Hendricks, Salomé Haller, Céline Scheen...
- Coros : Accentus, Chiara Banchini, A Sei Voci...
- Directores : Michel Corboz, Hugo Reyne, Pierre Hantaï, Philippe Pierlot, Laurence Equilbey, Joël Suhubiette, Jean-Jacques Kantorow...
- Orquestas : Orchestre national des Pays de la Loire, Orchestre d'Auvergne, Sinfonia Varsovia, La Simphonie du Marais, Akademie für Alte Musik Berlin, Concerto Köln, Amsterdam Baroque Orchestra, Orchestre de l'Académie nationale de Sainte-Cécile, Brass Band des Pays de la Loire...
- Cuartetos : Quatuor Modigliani, Quatuor Prazak, Quatuor Diotima, Quatuor Zemlinsky…
- Pianistas : Pierre-Laurent Aimard, Piotr Anderszewski, Nicholas Angelich, Boris Berezovsky, François-Frédéric Guy, Sanja Bizjak, Brigitte Engerer, Anne Queffélec, Makoto Ozone, Dezső Ránki, Zhu Xiao-Mei...
- Clavecinistas : Pierre Hantaï, Gustav Leonhardt, Blandine Rannou...
- Violonchelistas : Anne Gastinel, Jean-Guihen Queyras, Alexandre Kniazev, Xavier Phillips...
- Violinistas o violas : Amandine Beyer, Renaud Capuçon, Miguel da Silva, Nobuko Imai...
- Musicólogos : Philippe Beaussant, Gilles Cantagrel...